# Área metropolitana de Tallahassee
El área metropolitana de Tallahassee o conocida oficialmente como Área Estadística Metropolitana de Tallahassee, FL MSA por la Oficina de Administración y Presupuesto, es un Área Estadística Metropolitana centrada en la ciudad de Tallahassee, capital del estado estadounidense de Florida. El área metropolitana tiene una población de 367.413 habitantes según el Censo de 2010, convirtiéndola en la 137.º área metropolitana más poblada de los Estados Unidos.

## Composición
Los 4 condados del área metropolitana, junto con su población según los resultados del censo 2010:
- Gadsden – 46.389 habitantes
- Jefferson – 14.761 habitantes
- Leon – 275.487 habitantes
- Wakulla – 30.776 habitantes